# Mètode Billings

An observation chart.

El mètode d'ovulació Billings o mètode del moc cervical, és un mètode de regulació de la natalitat dins dels anomenats mètodes anticonceptius naturals. Aquest mètode consisteix que la dona monitoreja la seva fertilitat, identificant quan és fèrtil i quan no ho és, en cada cicle. El flux de la dona no sempre és igual, sinó que canvia en quantitat i consistència en el transcurs del cicle, tornant-se transparent, viscós, com a clara d'ou i adquireix major elasticitat en aproximar-se l'ovulació (vegeu imatge). En aquesta transformació es basa el mètode Billings, per determinar els dies fèrtils. Per tant, la parella s'abstindrà de practicar relacions sexuals amb penetració quan la dona noti l'aparició del moc cervical.
Generalment la dona para esment en la sensació en la seva vulva i l'aparença del descàrrec vaginal o moc; aquest coneixement dels cicles pot servir per no quedar embarassada o bé, en cas de voler un embaràs desitjat, estimar els dies fèrtils per tenir més probabilitat d'embaràs, tant en el cicle normal, a la lactància i en la transició a la menopausa.
Dies fèrtils: Quan el moc cervical té una aparença viscosa, elàstica, que dona una aparença com a la clara d'un ou.
Dies infèrtils: Es caracteritza per una sensació de sequera, on no es veu ni se sent moc, o aquest serà dens escàs i enganxós.
L'Organització BOM (Billings ovulation method organization) descriu el Mètode Billings com una manera de "Regulació Natural de la Fertilitat", el mètode pot ser usat com una forma de Planificació familiar natural, o pot ser usat com una manera saludable de Monitoratge ginecològic i Autoconeixement del propi cos.
John Billings va ser un metge catòlic que va desenvolupar aquest mètode d'acord amb la seva fe, sobre l'ètica cristiana i la Teologia del Cos, entès aquest com a temple de Déu, basat en 1 Corintis 3:16 -17 i altres passatges de la bíblia.
John Billings va ser reconegut com un Cavaller Papal en vida i, en la seva mort, la seva vídua va rebre les condolences del papa. El Mètode Billings va ser desenvolupat basant-se en una planificació familiar conscient sense importar les creences individuals.
Thomas Hilgers va crear temps després el Creighton Model Fertility Care System, que és una variació del Mètode Billings.

## Història

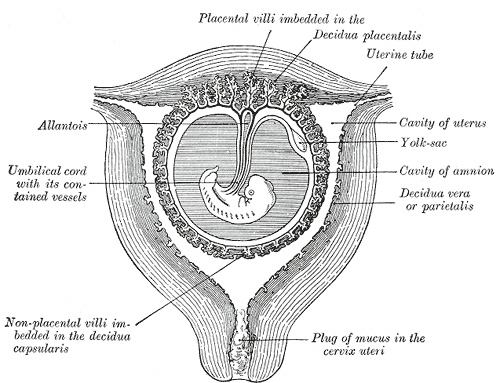
Moc bloquejant el coll uterí.

Les primeres observacions de relació entre l'esperma i el moc cervical daten del segle xix. Tot i així, no va ser sistemàticament estudiat fins a 1948 en què Erik Odeblad va investigar els  mycoplasmes en l'tracte genital femení. En aquests estudis Odeblad va notar que el moc cervical canviava durant el curs del cicle femení, posteriorment, ell continuà estudiant l'origen del moc cervical al mateix cèrvix.
Independentment, el 1953, el John Billings (1918-2007) va descobrir la relació entre el moc i la fertilitat quan era assessor matrimonial per a la Catholic Family Welfare Bureau a Melbourne, Austràlia.
Com que algunes parelles de fe Catòlica, tenien raons serioses per posposar embarassos, cosa que entrava en conflicte la utilització de mètodes anticonceptius amb la fe cristiana, llevat dels "Mètodes Naturals". Billings, que estava familiaritzat amb el mètode del ritme i el mètode basal, va pensar que hi havia d'haver alguna manera més flexible i fiable. Així es va embarcar en l'estudi de la literatura mèdica sobre aquest assumpte, descobrint referències del segle xix i XX.
En els anys 60, el Dr James Brown es va fer càrrec del Royal Women's Hospital a Melbourne. Per aquell temps ja havia desenvolupat els primers test per mesurar l'estrogen i la progesterona i va usar aquells exàmens per assistir al Dr Billings en futurs estudis, la Dra Evelyn Billings es va unir al grup el 1965.
A finals dels anys 60 ja havien trobat les regles per identificar els dies fèrtils i van començar a establir centres d'ensenyament per tot el món. Aquest mètode va ser anomenat Mètode d'ovulació, per emfatitzar que la característica principal del cicle fèrtil de la dona és l'ovulació en comptes de la menstruació. El 1970 un comitè de l'Organització Mundial de la Salut el renombrà com Mètode d'ovulació Billings.
La verificació científica del Mètode continua. El Dr Brown va continuar estudiant l'activitat dels ovaris fins al 1985.
Des de 1977 el Dr.Erik Odeblad es va familiaritzar amb el mètode i va arribar a la mateixa conclusió que el Dr Billings en tots els seus estudis. Els seus estudis van continuar per més dècades demostrant la validesa científica del Mètode.
Actualment el mètode és practicat en més de 120 països de tot el món.

## Fertilitat

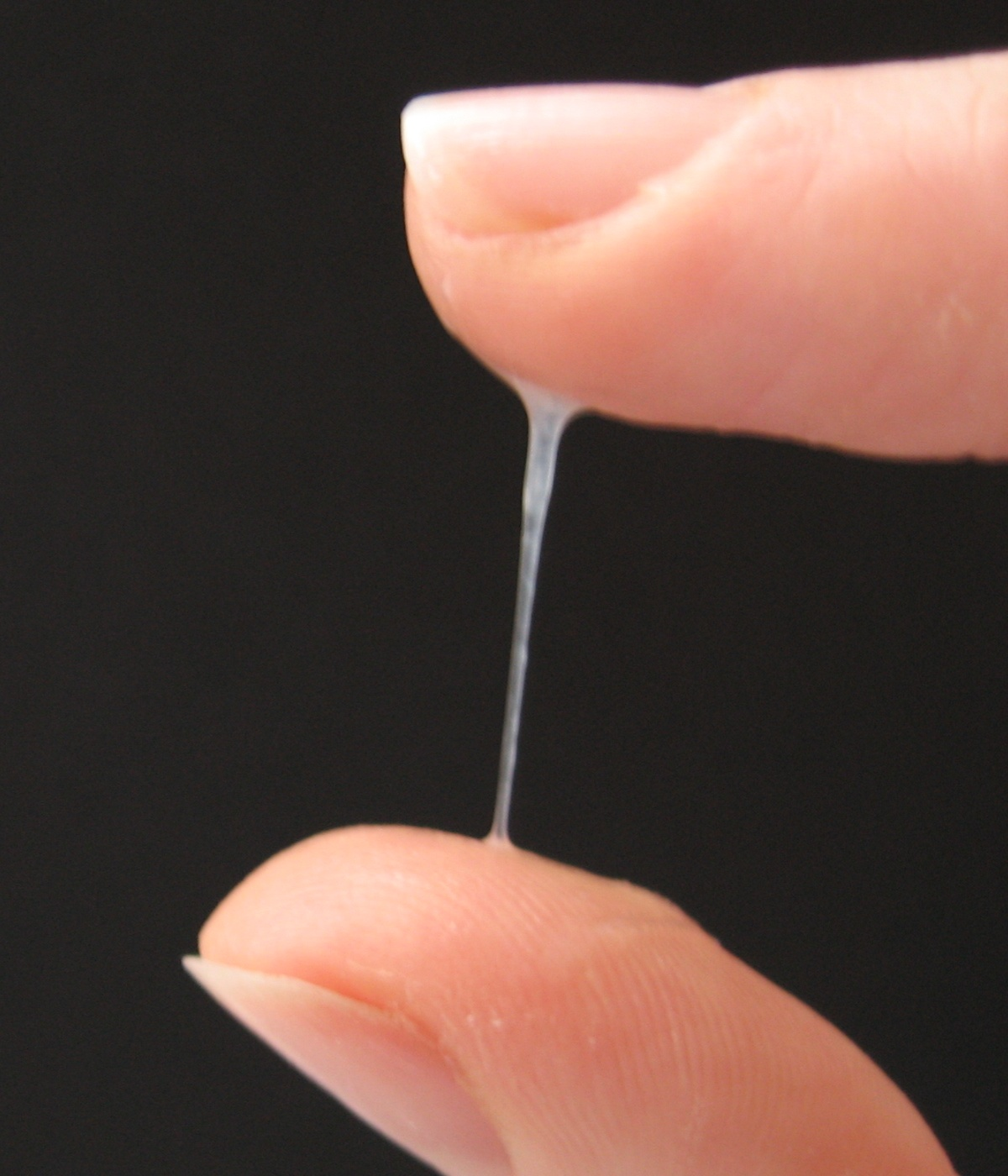
Identificació de fertilitat en el Moc Cervical. Observeu la transparència i elasticitat del flux durant el període ovulatori.

- La dona ovula solament una vegada durant el seu cicle, i un òvul només pot sobreviure entre 12 i 24 hores.
- El moc cervical permet a l'esperma sobreviure i recórrer el tracte genital la qual cosa és necessari per fertilitzar l'òvul.
- Normalment l'espermatozoide viu entre un dia a tres en la presència d'un moc fèrtil, és molt rar que sobrevisqui fins als cinc dies.

La possibilitat d'embaràs per l'esperma supervivent de més de cinc dies és comparat amb "guanyar-se el premi més gran en una megalotería".
- La menstruació regular ocorre, de mitjana, dues setmanes després de l'ovulació.
- Un estudi de 10 anys en parelles xineses no tan fèrtils (45.280) va trobar que 32,1% de les dones quedaven embarassades i amb el nadó viu mitjançant del Mètode Billings.[10]

## Com treballa el mètode
En els dies que segueixen a la menstruació el cèrvix respon l'estrogen produint el moc, el qual és capaç de donar suport i nodrir l'esperma en la seva supervivència. Aquest moc surt de la vagina quan la dona està en posició vertical. El moc és observat per la seva aparença i per la sensació que produeix en la vulva. Diàriament la dona pren nota de les seves observacions, i així s'adona quan és fèrtil o infèrtil. Algunes dones, mitjançant la sensació vaginal, poden deduir-ho encara que això no és molt segur.
El Mètode Billings ensenya a la dona reconèixer i entendre els seus signes de fertilitat; això pot ajudar en un primer diagnòstic i tractament de trastorns vaginals, contribuir al desenvolupament reproductiu i a la seva salut.

### Seguiment del procés
- Generalment la dona s'enfoca en la sensació vaginal i la revisió ha de ser com a mínim tres vegades al dia en moments que no estigui excitada sexualment, tot i que un cop apresa la identificació correcta de fluids, pot reconèixer la diferència entre ambdues sensacions.[13][14]
- Aquest mateix mètode pot ser fet amb un paper higiènic, o amb els dits, separant lleugerament els llavis vaginals, ja recollit el moc s'obren lentament els dits per veure la seva humitat, s'avalua la quantitat i qualitat (color, consistència, duresa i elasticitat).[13][9]
- Hi ha altres formes de veure el líquid, com quan es va a defecar que és quan surt més moc, abans o després d'orinar, quan va arribant el temps de l'ovulació el moc va fent més prim fins a desaparèixer, deixant una sensació "relliscosa".[13]

És recomanable que la dona faci el seguiment del fluid amb una taula gràfica, començant amb el dia 1 de la menstruació, apuntant el que observa en l'aparença i consistència del moc com també la sensació que li provoca a la vulva. Entre altres coses ha de marcar en cada dia el que s'observa, posant abreviatures com FER (per fèrtil), INF (per infèrtil), òvuls (per ovulació), amb altres apunts que es vulgui desenvolupar o fer servir les sigles ja preparades pels especialistes, depenent també si serà combinat amb el de temperatura o altres mètodes.

## Infeccions vaginals
L'ús correcte del mètode pot ajudar a la salut de les parelles tant emocional com física. Una dona que estava familiaritzada amb el mètode durant diversos anys, i amb el qual havia concebut un fill, va notar que el seu fluix vaginal posseïa un color diferent al que sempre havia notat en el seu organisme; aquest moc va estar per més de 15 dies després d'haver menstruat; aquest canvi inusual en el seu organisme la impulsà a realitzar-se la Prova de Papanicolau i van trobar que el seu coll uterí estava cancerós, la qual cosa van tractar immediatament.
1. Generalment el moc infèrtil és groguenc, i no canvia d'humitat en el seu transcurs normal; segons l'etapa del procés està sec, enganxós, cremós, relliscós, clar i elàstic.
2. Per a algunes dones, pot ser que després de la menstruació se senti humida però sense fluid, grumollós (semblant al formatge, fi), cremós però en forma més dura, com crema per les mans, reflectant (com mirall), relliscós i elàstic, d'aquesta forma pot indicar indicis d'algun problema de salut, encara que no necessàriament.[13]
3. Quan el fluid  després de la menstruació es presenta gomós, com làtex, lletós, i relliscós però no elàstic, això podria ser alguna patologia, tot i que en realitat els veritables símptomes vaginals, són comezón, inflor o tumefacció, vermellosa, olor desagradable (no comú en un fluid sa), i descàrregues vaginals no usuals.[13]
4. Altres formes és el color del moc, moltes vegades és de color verd (no saludable), o molt groguenc tot el temps, és clar, només les dones que coneixen bé el seu cos saben distingir el normal de l'anormal en els seus fluxos.[13]

## Avantatges i desavantatges del mètode

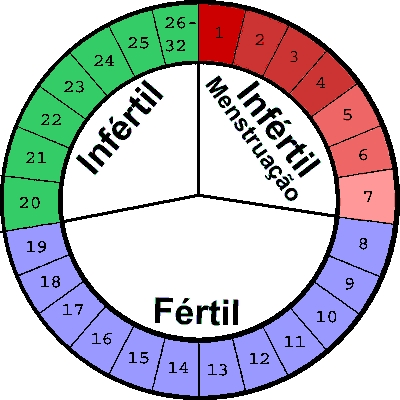
Dies estàndard d'ovulació per a dones de 26 a 32 dies.

Els avantatges i desavantatges depenen de la confiança i comunicació entre les parelles, igual que el domini propi, i depèn més de les perspectives de les persones o personalitat.
- Disciplina : El desavantatge o avantatge, segons la parella, és que s'ha de mantenir un historial continu i prendre notes amb cura: requereix disciplina escriure diàriament en les cartes ja fetes per les organitzacions Billings. A més és necessària la col·laboració de la parella per poder abstenir-se en els dies "no segurs" o fèrtils. Part del percentatge de falles pot haver-se del mal ús d'altres mètodes anticonceptius (com condons, diafragmes, espermicides, coit interromput, etc.) durant el període fèrtil.[16]
- Arxivar : el primer any o primers mesos pot ser tediós per a la dona o parella, mantenir un escrit minuciós dels canvis en el fluid, quan ja s'ha entès bé el procés del mètode, hi ha l'avantatge que la persona arriba a conèixer el seu cos i fluxos i, pràcticament, no hi ha molta necessitat de mantenir un registre minuciós: algunes dones creuen que poden detectar la seva fertilitat amb només sentir la seva vulva, o temperatura vaginal.[17]
- Natural : virtualment no existeix efecte secundari més que l'embaràs comparat amb els mètodes "no naturals" o invasius, però cal tenir en compte que aquest mètode no protegeix de les malalties venèries.[17]
- Pot revertir : El no intervenir en el procés reproductiu és completament reversible. En cas de desitjar un embaràs, simplement cal tenir en compte reprendre l'activitat sexual en els períodes fèrtils.[17]
- Símptomes : En conèixer millor el seu cos, la dona pot detectar algunes malalties, així com alleujar els problemes "premenstruals", així com tampoc danyar el fetus si quedés embarassada.

## Altres usos
Encara que el mètode per a l'ovulació està dissenyat especialment per a ser usat en la fertilitat, hi ha altres usos que les dones i especialistes l'han donat, i són els següents:
1. Per a la detecció primerenca del càncer cervical, mitjançant de l'observació del moc, si és abundant i continu, o altres irregularitats.[9]
2. Malalties de transmissió sexual com la Clamídia, Gonorrea, entre d'altres, les quals produeixen una secreció liquida gruixuda.[9]
3. Per escollir el sexe del nadó, per a això existeixen diverses propostes.
  1. El Mètode Shettles postula que, per aconseguir que l'espermatozoide fertilitzant tingui el cromosoma Y, s'ha de mantenir coit en simultani amb l'ovulació, ja que d'acord amb aquest investigador, l'esperma de l'home (Y) és més petit, compacte i ràpid que el de la femella (X); aquest mètode recomanen beure cafeïna per facilitar la rapidesa de l'home i utilitzar dutxes vaginals amb hidrogencarbonat de sodi. Per a una dona (X), perquè el seu esperma és més pesat i lent, de manera que trigaria a arribar, el coit s'ha de mantenir dos o tres dies com a mínim abans del dia de l'ovulació.[18]
  2. El Mètode Baretta postula que, si bé hi ha diferències entre els dos espermatozoides, aquestes no són tan marcades com per requerir diversos dies en el trasllat dels diferents espermatozoides, i el que opera de filtre són les secrecions o moc cervical simultànies al coit. Partint de la base que l'ovulació pot no coincidir amb el pic o cúspide del moc, el Mètode Baretta sosté que la relació important de simultaneïtat (Y) o allunyament (X) s'ha de fer respecte al pic i no respecte a l'ovulació. El Mètode Baretta se sosté més en els canvis de la dieta femenina produeix en el moc fèrtil de cada dona, pel que cal acompanyar el registre de cicles amb l'aplicació d'una dieta adequada a cada espermatozoide.

Per aplicar aquests coneixements, és clar, cal estar ben familiaritzada amb els mètodes.

## Proves i assajos clínics
En assajos clínics, pel que fa a l'embaràs, figura entre 0% i 2,9%.
En un assaig recent a la Xina 992 parelles que usaven el Mètode Billings van ser comparades amb 662 parelles que utilitzaven DIU, el mètode va obtenir un 0,5%.
En estudis pel que fa als ensenyaments sobre l'embaràs va estar entre 0% i un 6%. la totalitat dels embarassos vària entre 1 i 25%.
En un estudi internacional en 5 països, tres en vies de desenvolupament i 2 desenvolupats, de l'Organització Mundial de la Salut, es va trobar que en els països en vies de desenvolupament van obtenir el millor percentatge. La majoria de dones eren illetrades o analfabetes, demostrant que el mètode té poc a veure amb els estudis previs de les usuàries.
Igualment, la International Planned Parenthood Federation en un comentari sobre aquest estudi, revela que aquests tres països van tenir la millor puntuació sobre molts països desenvolupats, aquests tres països van tenir un total de 98,5% usant el Mètode Billing, sent llavors de millor rècord sobre altres.
En aquests estudis, les parelles "infèrtils" van aconseguir concebre en un millor nombre que les que van usar altres mètodes, algunes després de diversos anys tractant de procrear i donar llum.
Les raons de l'alt índex d'embarassos sobre altres mètodes és perquè no s'entén bé el mètode o es falla en alguna cosa, perquè s'aprèn de forma autodidacta sense consultar un professional capacitat, moltes vegades hi ha una ambivalència sobre voler estar embarassada i no.

## Efectivitat

El cicle menstrual amb els nivells d'hormones, la temperatura corporal i histologies de l'òvul i l'endometri.

Entre tots els mètodes anticonceptius la ineficàcia dels mètodes "naturals" és de l'1-9% a l'any en ús perfecte, i en ús típic és de 25%;
| Mètode contraceptiu                             | Ús        | Ús         |
| Mètode contraceptiu                             | perfecte  | típic      |
| Contraceptius orals                             | 0,3%      | 8%         |
| Injeccions de progestina                        | 0.3%      | 3%         |
| Esteroides d'ús intravaginal en anells vaginals | 0,3%      | 8%         |
| Esteroides d'ús transdermic                     | 0,3%      | 8%         |
| Implants subdermals de progestina               | 0.05%     |            |
| Caputxó cervical                                | 9%*-18%** | 40%**      |
| Condó                                           | 2%        | 15%        |
| Esponja contraceptiva                           | 9%*-20%** | 16%*-32%** |
| Diafragma amb espermicida                       | 6%        | 16%        |
| Dispositiu intrauterí                           | 0.5%/5*** | 2%/10****  |
| Mètode de marxa enrere                          | 4%        |            |
| ----------------------------------------------- | --------- | ---------- |

* Per a dones nulíparas (0 embarassos).
** Per a dones multípares (han donat llum més d'una vegada).
*** Amb levonorgestrel
**** Usant ParaGard T-380A.
Els estudis de la ineficàcia en la selecció del sexe del nadó, mitjançant ús perfecte, és del 2%, i 3% amb el Mètode Baretta, i del 30% amb el Mètode Shettles.

### Índex de fallades
L'índex de fallades entre els mètodes tradicionals són els següents,
1. Chance i 85% entre els que el practiquen.
2. Espermicides de qualsevol tipus, ús típic 29%, mètode en general 18%.
3. Mètode de marxa enrere 27% típic, 4% com a mètode.
4. Condó femení ús típic 21%, com a mètode 5% de falla.
5. Caputxó cervical ús típic en parella 16%, el mètode en general és de 9%.
6. L'esponja 16% ús típic, mètode 9%.
7. Diafragma 16% ús típic, 6% mètode.
8. Condó masculí sense espermicida, ús típic 15%, com a mètode 2%.
9. Píndoles (varien segons el seu ús) 8% ús típic, com a mètode 0,3%.
10. Depo Provera ús típic 3%, mètode 0,3%.
11. Mètodes naturals (varien en ús típic) com a mètode 2% de falla.
12. Dispositiu intrauterí (varien segons el dispositiu) 0,8% ús típic, 0.6 mètode.
13. Esterilització (home i dona) .5% ús típic, .5% Mètode.

## Interacció amb compostos químics
Les Drogues que poden donar una falsa lectura, o descontrolar el cicle, així com produir altres efectes, que afectin les persones són els següents:
1. Agents per alleujar l'acne, analgèsics, antibiòtics, antidepressius.
2. Drogues antiendometriosis, antiestrogèniques, antihistamines amb acció antiserotonina i sense.
3. Antipsicòtics, antiespasmòdics, drogues antitumorals, agents antivertigens.
4. Mescles per a la tos amb antihistamines, diürètics, hormones.
5. Expectorants amb guaifenesin, drogues per dormir, esteroides.
6. Contraceptius orals, drogues ovulatòries, drogues per a l'úlcera.
7. Per al control urinari.[13]

Els efectes van des de reduir i assecar completament el fluid, dilatar l'ovulació, irregularitats menstruals, hipotiroïdisme, amenorrea, sagnat irregular, supressió de l'ovulació, menopausa temporal, mal de pit, i allargament dels pits, bloquejar la producció de prolactina, poden incrementar l'elasticitat del moc i la fertilitat, baixar la temperatura basal, suavitzar els pits causant dolor, fluid gruix, incrementar el risc de parts múltiples (més de dos fills), canvis d'humor, menorràgia, inhibeix la histamina i la gonadotropina, entre d'altres.

## Per a saber-ne més
- Mètode Billings: control natural de la fertilitat , Evelyn Billings, Evelyn Westmore, Emecé Editors, ISBN 950-04-0067-7 9789500400671.
- Mètode al servei de l'amor , John Billings, Lyn Billings, publicacions Sant Pau, OCLC: 55362973
- Regulació natural de la natalitat: guia del mètode de l'ovulació (Billings) ; Ana Mercedes Rodríguez Rodríguez; Maria Teresa Gutiérrez Prieto, Editorial Ciutat Nova, ISBN 84-86987-44-X 9788486987442.
- The Billings method: using the body s natural signal of Fertility to achieve or avoid pregnancy , Evelyn Billings, Ann Westmore, Anne O'Donovan, ISBN 1-876026-36-7 9781876026363.
- Contraceptive technology ; Robert Anthony Hatcher, Ardent Mitjana, ISBN 0-9664902-0-7, 0727915584, 0966490215.
- Fertility, cycles, and nutrition: can what you eat Affect your menstrual cycles and your Fertility? ; Marilyn M Shannon, Couple to Couple League International, ISBN 0-926412-09-4, 9780926412095.
- The whole truth about Contraception a guide to safe and effective choices  '; Beverly Winikoff, Suzanne Wymelenberg, National Academy Press, ISBN 0-309-05494-X 9780309054942.
- The Fertility awareness workbook ; Barbara Kass-Annese, Hal Danzer, Putnam, ISBN 0-399-51016-8: 9780399510168.